# Мохо-Тани
Мохо-Тани (фр. Moho Tani) — остров в составе Южной группы Маркизских островов. Входит в состав Французской Полинезии. В 1992 году объявлен заповедником. Исторические названия острова — Сан-Педро, Мотане, Онеттейо (Onetteyo).

## География

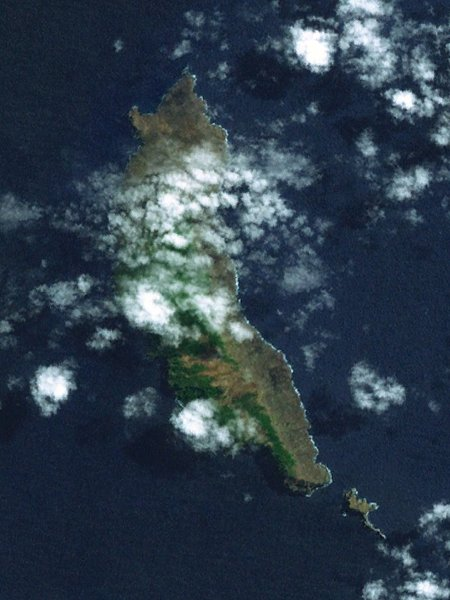
Вид из космоса

Остров Мохо-Тани, расположенный в Тихом океане, находится в 17 км к юго-востоку от острова Хива-Оа, в 21 км к востоку от острова Тахуата и в 47 км к юго-востоку от острова Фату-Хива. Ближайший материк, Южная Америка, расположен в 7300 км.
Мохо-Тани по форме напоминает полумесяц, в восточной части которого находится бухта. Длина с севера на юг составляет 8 км, максимальная ширина с востока на запад — около 2 км. В 300 м к юго-востоку от Мохо-Тани расположен небольшой остров Терихи.
Остров имеет вулканическое происхождение. Формирование Мохо-Тани происходило в два этапа, последний из которых датирован около 2 млн лет назад. Площадь острова составляет 15 км². Высшая точка, расположенная в южной части, достигает 520 м.

## История
До появления европейцев на Мохо-Тани проживало племя мои-а-тиу. Однако после появления чужеземцев, которые занесли неизвестные болезни, и частых столкновений с ними было отмечено резкое сокращение населения, которое впоследствии переселилось на остров Хива-Оа.
Европейским первооткрывателем Мохо-Тани стал испанский мореплаватель Альваро Менданья де Нейра, заметивший остров в 1595 году и назвавший его «Сан-Педро» в честь Педро Фернандеса Кироса и Педро Марини Манрике. В 1774 году Мохо-Тани был повторно открыт английским путешественником Джеймсом Куком. В 1838 году мимо острова проплыл французский путешественник Жюль-Сезар Себастьен Дюмон-Дюрвиль.
В 1992 году остров был объявлен заповедником.

## Административное деление
Административно остров относится к коммуне Хива-Оа.

## Население
В настоящее время Мохо-Тани необитаем (2007).